# Alexia Runggaldier
Pour les articles homonymes, voir Runggaldier.
Alexia Runggaldier, née le 27 novembre 1991 à Bressanone, dans la province de Bolzano, est une biathlète italienne.
Voici le passage d'article Wikipédia divisé en plusieurs sous-parties, avec les références et l'indentation appropriées :

## Biographie

### Premiers succès en biathlon
Alexia Runggaldier remporte entre 2008 et 2012 quatre médailles en relais lors des championnats du monde juniors de biathlon, deux en argent en 2011 et 2012 (junior) et deux en bronze en 2008 et 2009 (jeunes). Elle est aussi sacrée championne d'Italie junior à quatre reprises.

### Débuts en Coupe du monde
Elle fait ses débuts en Coupe du monde en décembre 2011 à Hochfilzen et marque ses premiers points un an plus tard au même endroit. Elle obtient son premier podium en relais en janvier 2016 à Ruhpolding.

### Succès en individuel
Elle monte sur son premier podium individuel de Coupe du monde en janvier 2017 à l'issue de l'individuel couru à domicile, à Antholz-Anterselva. Un mois plus tard, elle remporte la médaille de bronze dans cette même épreuve aux championnats du monde de 2017 à Hochfilzen, grâce à un 20/20 au tir.

### Participation aux Jeux olympiques
Elle participe également aux Jeux olympiques d'hiver de 2014 et de 2018, où elle dispute uniquement l'épreuve de l'individuel, terminant respectivement 43e et 33e.

### Fin de carrière
Reléguée sur le circuit de l'IBU Cup pour l'ensemble de la saison 2019-2020, elle annonce sa retraite au printemps 2020.

## Palmarès

### Jeux olympiques
| Épreuve / Édition                | Individuel | Sprint | Poursuite | Mass start | Relais | Relais mixte |
| Jeux olympiques 2014 Sotchi      | 43e        | —      | —         | —          | —      | —            |
| Jeux olympiques 2018 Pyeongchang | 33e        | —      | —         | —          | —      | —            |

### Championnats du monde
| Mondiaux \ Épreuve | Individuel                | Sprint | Poursuite | Mass start | Relais | Relais mixte |
| 2012 Ruhpolding    | —                         | —      | —         | —          | 12e    | —            |
| 2013 Nové Město    | 78e                       | 37e    | 39e       | —          | —      | —            |
| 2016 Holmenkollen  | 10e                       | —      | —         | —          | 7e     | —            |
| 2017 Hochfilzen    | Médaille de bronze, monde | 43e    | 15e       | 9e         | 5e     | —            |
| 2019 Östersund     | 61e                       | —      | —         | —          | 10e    | —            |

Légende :
- : troisième place, médaille de bronze
- — : non disputée par Runggaldier

### Coupe du monde
- Meilleur classement général : 28e en 2017.

Podiums (Championnats du monde et Jeux olympiques inclus) :
- 2 podiums individuels : 2 troisièmes places.
- 3 podiums en relais : 1 victoire et 2 troisièmes places.

#### Classements en Coupe du monde
| Saison    | Classement général final | Individuel | Sprint | Poursuite | Mass start |
| 2011-2012 | nc                       |            | nc     |           |            |
| 2012-2013 | 69e                      | 60e        | 66e    | 64e       |            |
| 2013-2014 | nc                       | nc         | nc     | nc        |            |
|           |                          |            |        |           |            |
| 2015-2016 | 69e                      | 25e        | nc     | 84e       |            |
| 2016-2017 | 28e                      | 4e         | 42e    | 36e       | 22e        |
| 2017-2018 | 68e                      | nc         | 71e    | 55e       |            |
| 2018-2019 | 72e                      | 64e        | 86e    | 54e       |            |

### Championnats d'Europe
- Ridnaun 2018 :
  -  Médaille d'argent de l'individuel.

### Championnats du monde junior
- Jeune :
  -  Médaille de bronze du relais en 2008 et 2009.
- Junior :
  -  Médaille de bronze du relais en 2011 et 2012.

### IBU Cup
- 4 podiums individuels.